# Kjartan Fløgstad

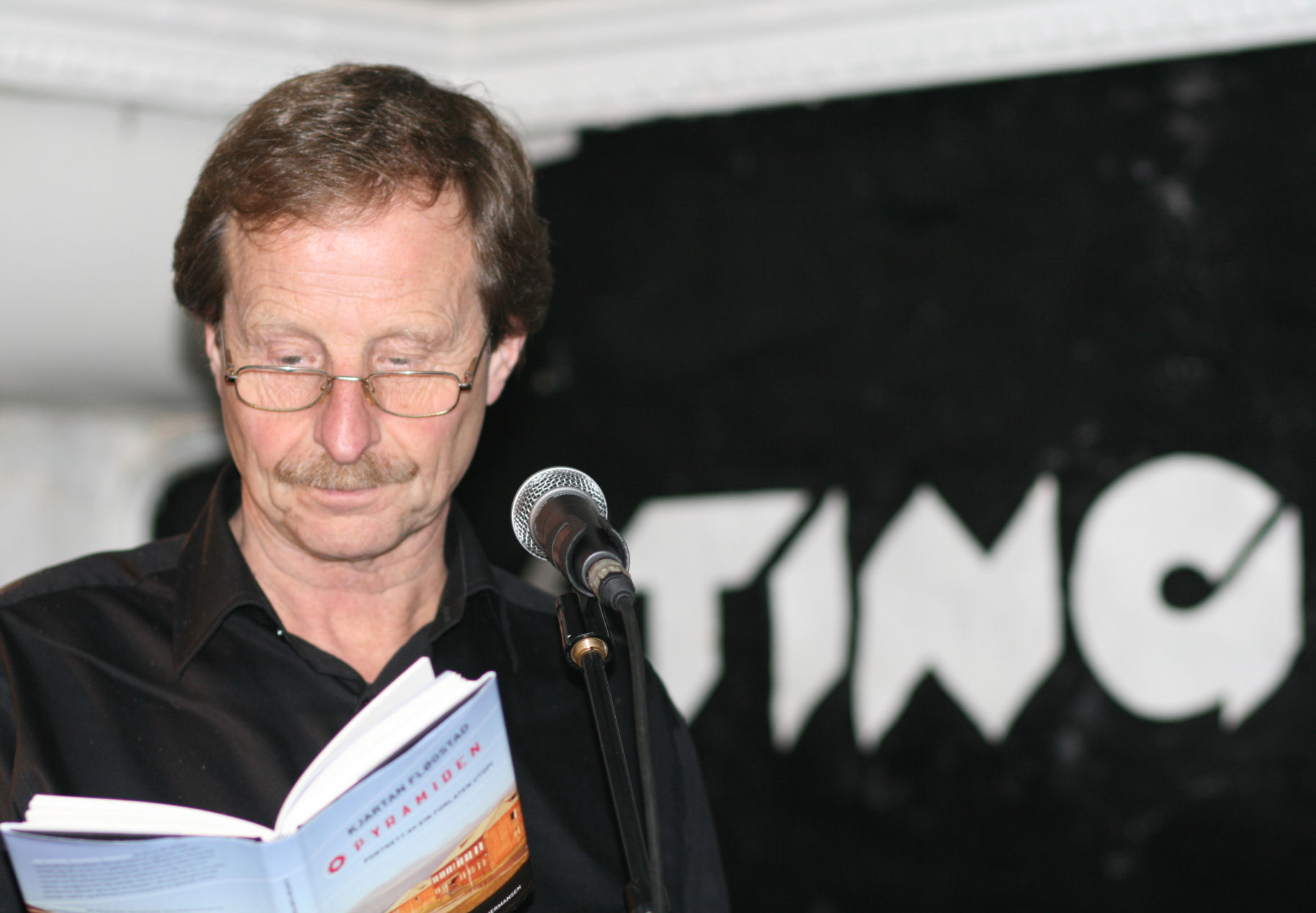
Kjartan Fløgstad bei einer Lesung aus seinem Buch Pyramiden (2007)

Kjartan Fløgstad (* 7. Juni 1944 in Sauda, Ryfylke, Rogaland) ist ein norwegischer Schriftsteller, der 1978 für seinen Roman Dalen Portland den Literaturpreis des Nordischen Rates erhielt und ein bekannter Vertreter des magischen Realismus in der norwegischen Literatur ist.

## Leben

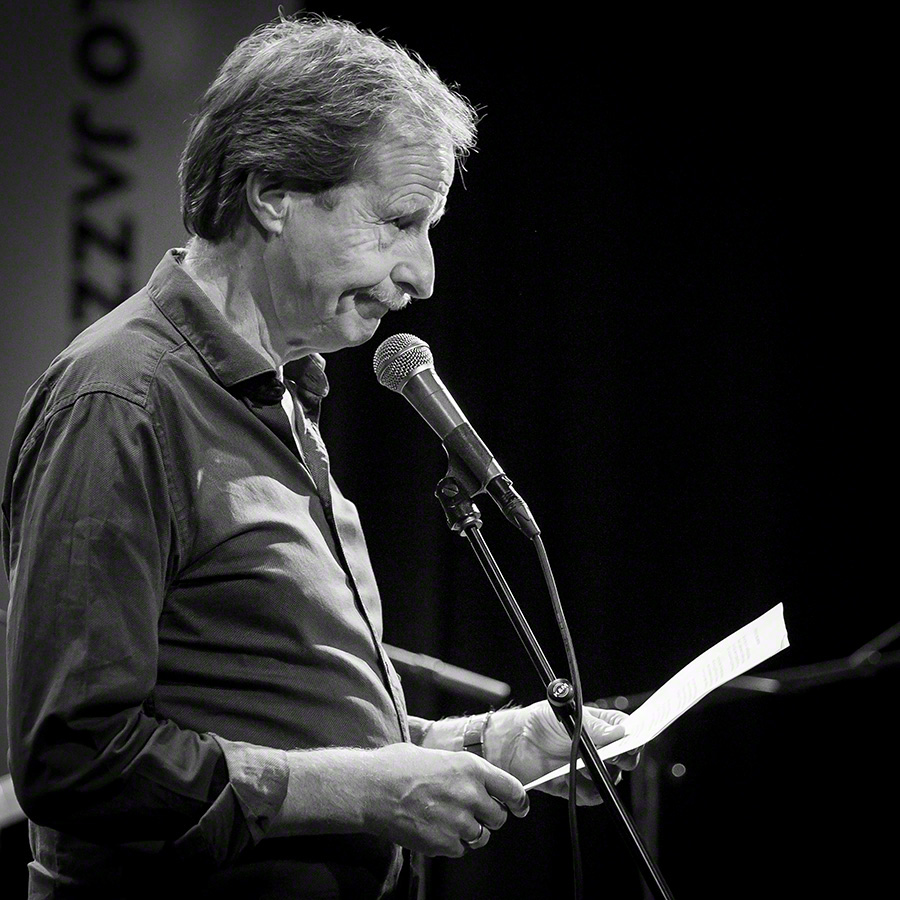
Kjartan Fløgstad, Oslo Jazzfestival (2016)

Kjartan Fløgstad wuchs im Bezirk Rogaland auf und lebte in Sør-Varanger. Als Wehrpflichtiger war er Infanterist beim Varanger-Bataillon. Fløgstad studierte Literatur- und Sprachwissenschaften an der Universität Bergen und arbeitete danach einige Zeit als Arbeiter in der Industrie sowie als Seemann. 1968 gab er sein Debüt als Dichter mit dem Gedichtband Valfart.
Seinen ersten Roman Den hemmelege jubel veröffentlichte er 1970 sowie anschließend 1972 eine autobiografische Sammlung von Kurzgeschichten unter dem Titel Fangliner, mit der er Seeleute und Schichtarbeiter in der Schwerindustrie ermutigte, sich in ihrer eigenen Sprache auszudrücken, und zum anderen auch seine eigene marxistische Haltung offenbarte. Daneben schrieb er in den 1970er Jahren auch zwei Kriminalromane unter den Pseudonymen K. Villum und K. Villun mit den Titeln Døden ikke heller (1975) und Ein for alle (1976). 1975 erhielt er den Aschehoug-Literaturpreis.
Fløgstad gelang sein Durchbruch 1977 mit dem Roman Dalen Portland, der 1978 mit dem Literaturpreis des Nordischen Rates ausgezeichnet wurde. Danach erschienen mit Fyr og flamme (1980), für den er 1980 den Kritikerprisen erhielt, und Det 7. klima (1986) zwei weitere bekannte Romane. 1997 wurde er auch mit dem Doblougpreis ausgezeichnet. Neben den Romanen verfasste er auch eine Biografie über den Schriftsteller Claes Gill. Für Grand Manila (2006) wurde er mit dem Romanpreis der P2-Zuhörer ausgezeichnet.
In seinen Hauptwerken demonstrierte er eine mit dem Verständnis für Soziologie verbundene realistische Präzision. Seine Bücher zeigen die wirtschaftlichen und sozialen Veränderungen Norwegens von einer landwirtschaftlich geprägten Kultur über eine Industriekultur hin zu einer postindustriellen Gesellschaft. Sein Schreibstil ist dabei stets charakteristisch mit vielen Wortspielen, Allusionen zu anderen Texten oder Filmen und einer Mischung von Soziolekten.
Zuletzt erschien 2009 der historische Roman Grense Jakobselv.

## Weitere Veröffentlichungen
Zu seinen weiteren bekannteren Veröffentlichungen gehören
- U 3 [drei] oder fliegen zu den Engeln (Originaltitel U tre, ISBN 3-356-00068-3, 1988)
- Kron og mynt (1998)
- Loven vest for Pecos : og andre essays om populaerkunst og kulturindustri  (ISBN 82-05-27524-6, 2000)
- Sudamericana : latinamerikanske reiser (ISBN 82-05-27768-0, 2001)
- Fimbul (ISBN 82-05-27767-2, 2001)
- Portrett av eit magisk liv, poeten Claes Gill (2003)
- Grand Manila (2006)